# GOG.com
Good Old Games er en computerspilssælger og -distributør ejet af det polske firma, CD Projekt. Servicen startede med at sælge ældre PC spil, men er i nyere tid også begyndt at sælge indie-titler ligesom support for MAC og Linux er indført for visse spil. For at sikre at de gamle spil kan køre på moderne computere, benyttes fuld-patchede spil og open-source programmer såsom ScummVM og Dosbox. I forhold til andre services, er spillene ikke beskyttet af nogen form for DRM, og kunden behøver ikke at downloade eller benytte nogen form for software for at køre eller downloade spillene, det er dog muligt at benytte en såkaldt Download manager.
Udover at kunne købe spil, kan kunderne også hente ekstra materialer til/omkring deres spil, som f.eks. wallpapers, soundtracks, manualer og mere. GOG har også fuld kunde-support på alle deres spil.
Der er 1385 spil tilgængelige på Gog.com (pr. 4. februar 2016 ) Flere spil bliver tilgængelige på servicen ofte. d. 26. marts 2009, annoncerede GOG at de havde indgået en aftale med Ubisoft omkring salg af deres ældre spil. Dette var GOGs første store DRM frie aftale.